# Schloss Neuhaus (Steinkirchen)

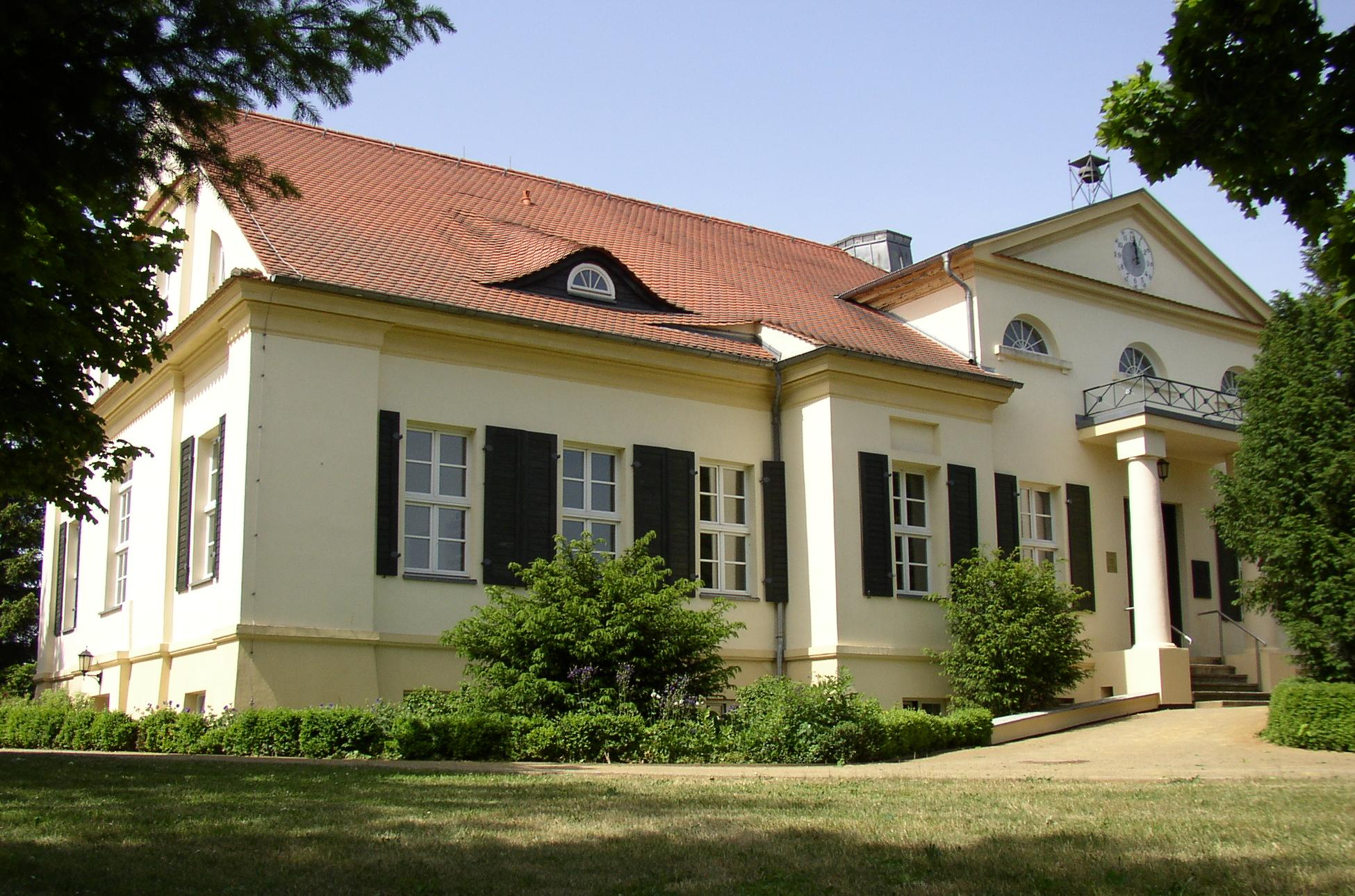
Schloss Neuhaus

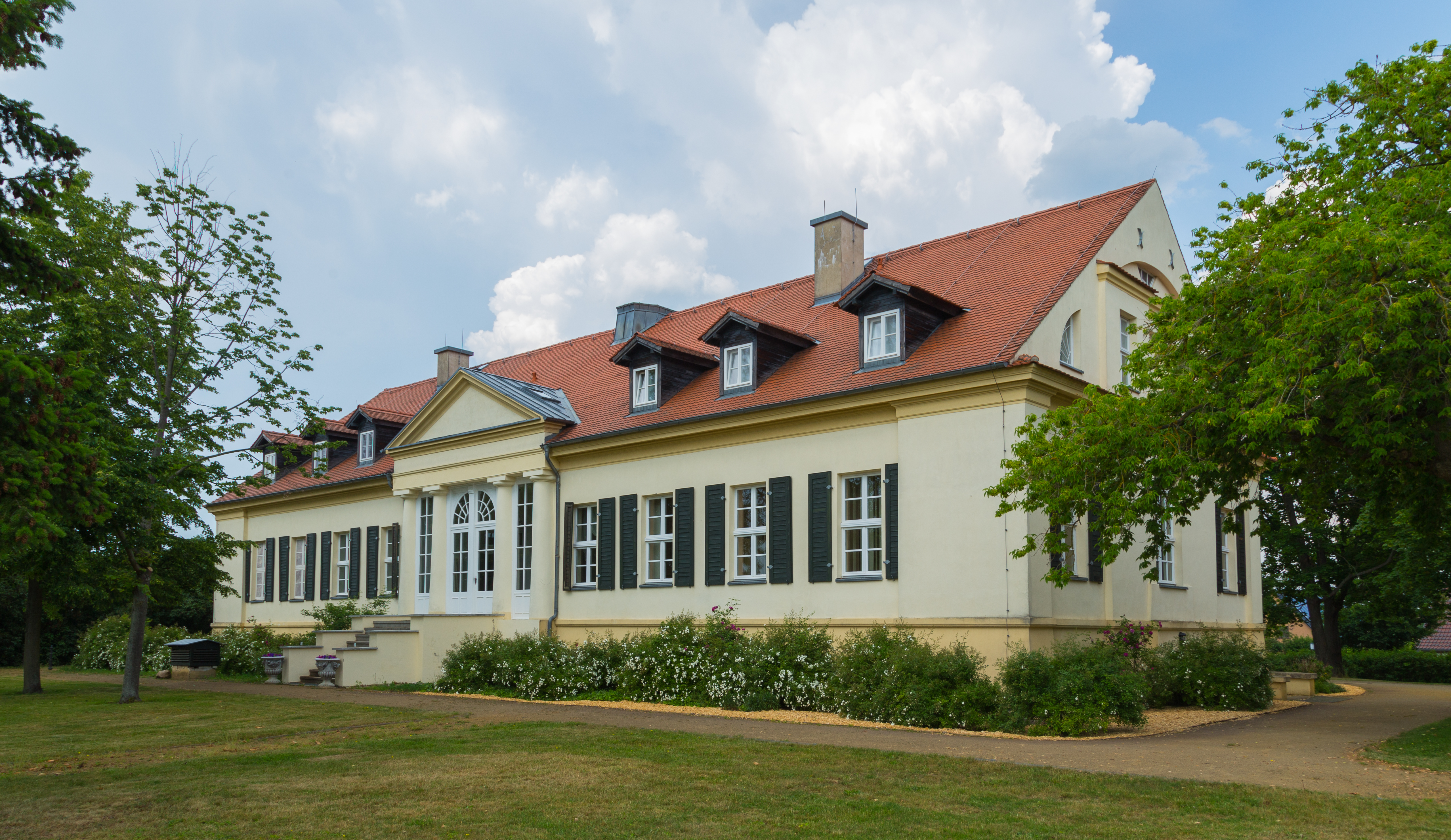
Rückseite

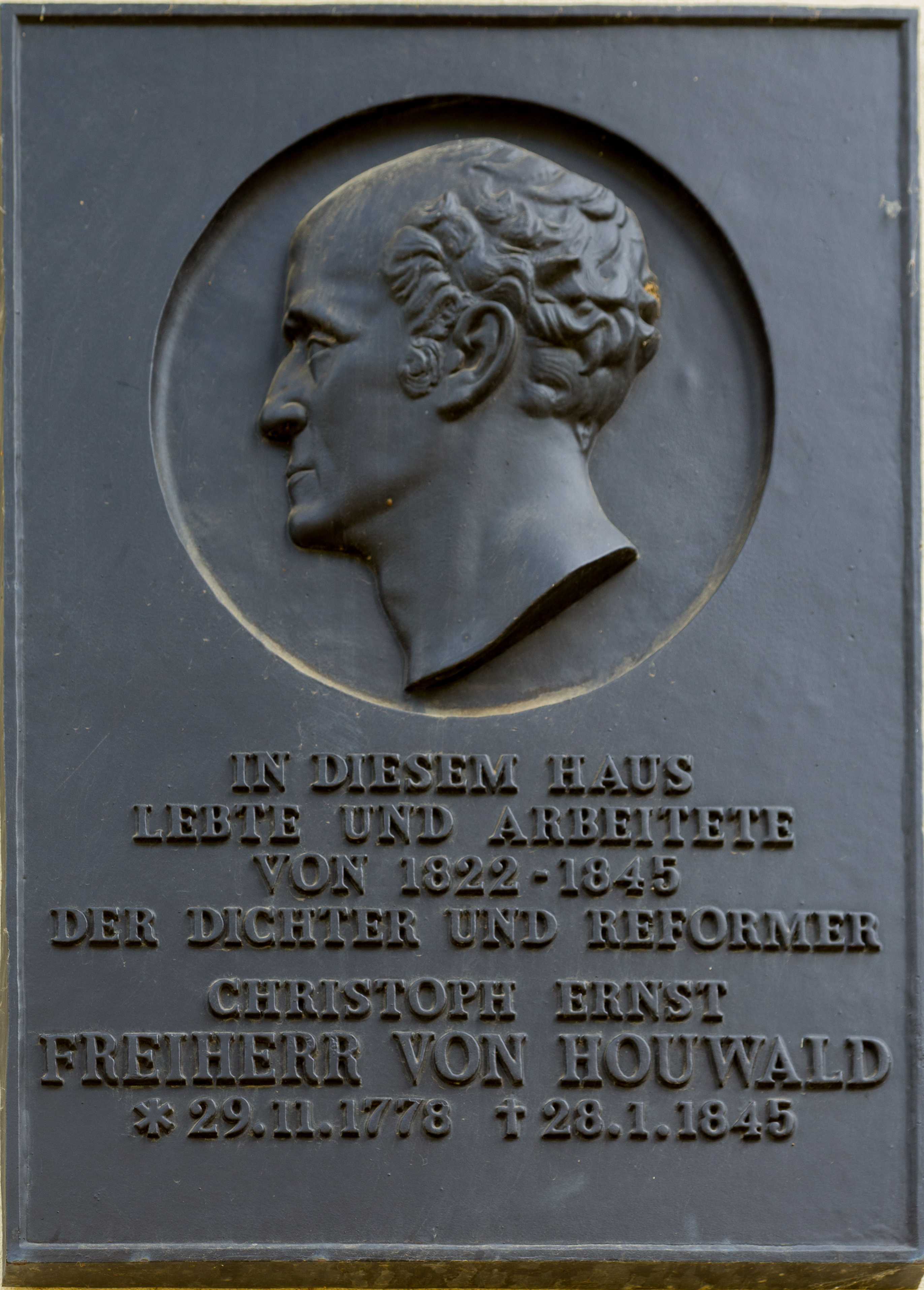
Gedenktafel für Ernst von Houwald

Schloss Neuhaus wird das Herrenhaus auf dem Gut Neuhaus im zu Lübben gehörenden Stadtteil Steinkirchen genannt. Es steht unter Denkmalschutz und dient als Sitz der Kreismusikschule Dahme-Spreewald.

## Architektur
Das Bauwerk wurde 1801 als eingeschossiger verputzter Bau im Biedermeierstil an der Stelle eines Vorgängergebäudes errichtet und steht auf einem hohen Sockelgeschoss. Die Fassade gliedert sich in einen Mittelrisalit und Seitenrisalite. Zur Gartenseite besteht ein Portikus, zur Hofseite gibt es einen Balkon zur Auffahrt. Das Haus steht auf einer kleinen Anhöhe und ist von Gärten umgeben. Der Architekt ist unbekannt. Möglicherweise handelte es sich um einen Schüler von Friedrich Gilly.
Die Innenausstattung ist klassizistisch. Bemerkenswert ist der zentrale oktogonale Kuppelsaal, der alle Etagen durchzieht und von einer Lichtkuppel abgeschlossen wird.

## Geschichte
Von 1822 bis 1845 lebte und arbeitete der Dichter und Reformer Christoph Ernst von Houwald im von ihm am 2. Juni 1822 für 9.000 Taler erworbenen Schloss Neuhaus. Eine Gedenktafel am Haus erinnert an ihn. In dieser Zeit entwickelte sich Schloss Neuhaus zu einem Treffpunkt bekannter Persönlichkeiten. Bettina und Achim von Arnim, Emanuel Geibel, Adelbert von Chamisso, Friedrich de la Motte Fouqué, Ludwig Tieck, Franz Grillparzer, Julius Eduard Hitzig und die Gebrüder Christian Jakob und Karl Wilhelm Salice-Contessa gehörten zu den Gästen des Hauses. Letzterer, ein Freund Houwalds, lebte von 1821 bis 1824 im Schloss. Christoph Ernst von Houwald wurde bei der nahegelegenen Dorfkirche Steinkirchen beigesetzt. Die Witwe Houwalds, Auguste von Houwald, verkaufte 1845 das Anwesen an den Neffen und Landrat Karl von Houwald. Nach dessen Tod im Jahr 1883 lebte seine Witwe Veronica von Houwald bis 1913 in dem Herrenhaus. Es wurde dann von Franz von Poncet erworben, der jedoch bereits 1914 im Ersten Weltkrieg fiel. Das Neuhaus ging an die Stände der Markgrafschaft Niederlausitz, die es verpachteten. 1931 pachteten Albrecht und Helene von Houwald das Haus. Der spätere deutsche Diplomat Götz von Houwald (1913–2001) lebte in seiner Jugend einige Zeit im Schloss Neuhaus.
Nach dem Zweiten Weltkrieg waren obdachlose Lübbener und Flüchtlinge im Gebäude untergebracht. Auch als Kinderheim soll das Haus teilweise gedient haben. Um 1960 erfolgte ein Umbau zum Schulhort für die Schule Steinkirchens, auch zwei Klassenzimmer wurden eingerichtet. Die Gebäudesubstanz hatte sich erheblich verschlechtert, so dass es ab 1986 leer stand. Der eigentlich vorgesehene Abriss erfolgte nicht, da der VEB Bau Lübben keine Kapazitäten frei hatte.
Nach der politischen Wende von 1989 wurden 1990 erste Sicherungsmaßnahmen durchgeführt. Der Dachstuhl an der Nordseite wurde abgestützt, da ein Einsturz zu befürchten war, und die Grundmauer trockengelegt. Bis 1994 fanden umfangreiche Sanierungs- und Umbauarbeiten statt. Nach der vollständigen Erneuerung des Dachstuhls wurde am 11. Dezember 1992 ein Richtfest gefeiert. Der zu Ernst von Houwalds Lebzeiten bestehende Rote und Blaue Saal sowie der Kuppelsaal wurden wieder hergestellt. Bereits Weihnachten 1993 fand ein erstes Konzert der Musikschule im Kuppelsaal statt. Die offizielle Einweihung des Neuhauses war jedoch erst am 20. Dezember 1996, an ihr nahm auch Götz von Houwald teil. Später entstand noch ein Nebengebäude für Garagen und sonstige Räume für Mieter. Der Garten wurde auf sein Erscheinungsbild im 19. Jahrhundert zurückgeführt.
Im Haus besteht heute eine Dauerausstellung über den Dichterkreis Houwalds in einem Houwald-Gedenkzimmer. Auch wird hier regelmäßig der Albrecht und Helene von Houwald-Musikpreis verliehen. Neben der Kreismusikschule wird das Gebäude auch durch ein Regionalbüro des Spreewaldvereins und zwei Wohnungen genutzt. Auch ist Schloss Neuhaus regelmäßiger Veranstaltungsort für Konzerte und Ausstellungen.